# Leyla Güven
Leyla Güven (Cihanbeyli, Konya, Turquia, 6 de maig de 1964) és una activista i política kurda, copresidenta del Congrés de la Societat Democràtica i alcaldessa del municipi de Viranşehir en el Província de Şanlıurfa de la Regió d'Anatòlia del Sud-est a Turquia, per l'antic Partit de la Societat Democràtica (DTP). Va ser elegida en les eleccions municipals de març de 2009.
La setena i més jove nena de la seva família, Güven es va casar en un matrimoni concertat, en què va tenir dos fills que va cuidar tota sola. L'any 1980 es va traslladar a Alemanya per raons familiars, tornant a Turquia l'any 1985.
L'any 1994 va crear la branca Konya del Partit de la Democràcia del Poble (HADEP). Va ser activa durant diversos anys com a presidenta de la branca provincial de dones del HADEP, fins que el partit va ser dissolt l'any 2003. Això va implicar tenir nombrosos problemes amb la llei. L'any 2000, va ser arrestada durant una manifestació del partit.
Va ser elegida alcaldessa de Küçükdikili, Adana en les eleccions local de 2004, en presentar-se candidata pel SHP (el partit de les persones Democràtiques Socials (Turquia))
L'any 2006 va tenir un altre cop problemes amb la llei en ser una de les signants de la petició a la ROJ TV al Primer ministre danès. A l'octubre de 2007, va ser un dels cinc alcaldes detinguts per expressar solidaritat amb l'alcalde arrestat Osman Keser.
El 20 de maig de 2008 va ser una de les signants de “Call for a peaceful settlement of the Kurdish question in Turkey”, publicat a l'International Herald Tribune.
Va ser elegida membre del Congrés del Consell d'Europa al setembre de 2009 i va ser una ponent clau durant el debat de la sessió de Plenari del Congrés, el 14 d'octubre de 2009, sobre la situació de la democràcia local al sud-oest d'Anatòlia.
El 24 de desembre de 2009 va ser detinguda en la gran campanya repressiva contra polítics kurds. El seu judici va començar l'octubre de 2010. Sobre aquestes detencions, el cap de l'oficina de la BBC News a Istanbul va suggerir que els fiscals turcs "van acabar de tancar les ja limitades oportunitat de diàleg entre l'estat i la seva minoria més gran".
Al maig de 2010, Thomas Hammarberg, Comissari pels Drets Humans del Consell d'Europa, la va visitar a la presó de Diyarbakir i va emetre un declaració expressant la seva preocupació per la detenció continuada de tants representants kurds locals.
El juliol de 2014, després de quatre anys de detenció, finalment va aconseguir ser alliberada amb 30 altres representants locals retinguts a Diyarbakir.
El 22 de gener de 2018 va ser detinguda i el 31 arrestada per la seva crítica a la invasió turca del cantó d'Afrin. A les eleccions parlamentàries del 24 de juny de 2018 va ser elegida diputada per Hakkari. Segons la llei, com a diputada té immunitat i el seu alliberament va ser decretat per un jutge el 29 de juny de 2018. El fiscal va apel·lar el veredicte i l'alliberament va ser invertit abans que s'executés. El 7 de novembre de 2018 es va declarar en vaga de fam per a protestar per l'aïllament d'Abdullah Öcalan que es trobava a la presó de l'illa İmralı. Aproximadament 250 presoners polítics s'uniren a Güven amb una vaga de fam indefinida. Durant la vaga, només consumí vitamina B i líquids salats i dolços. El 25 de gener de 2019, després de 79 dies en vaga de fam, va ser alliberada pendent de judici. Després de ser alliberada, va declarar que seguiria amb vaga de fam, ja que el seu objectiu no era el seu alliberament sinó l'aïllament d'Öcalan.
El 21 de desembre de 2020, un tribunal turc va condemnar Leyla Güven a una pena de 22 anys i tres mesos de presó sota les acusacions de «pertinença» i «apologia» al PKK, grup pro-kurd considerat terrorista per Turquia, Unió Europea i els Estats Units. El tribunal ho sosté per declaracions que les considera com «propaganda a favor del PKK» i el fet de ser copresidenta del Congrés de la Societat Democràtica, una ONG pro-kurda, que el tribunal el vincula amb el grup considerat terrorista.
La seva filla és la periodista Sabiha Temizkan, condemnada també per la justícia turca d'apologia del terrorisme a les xarxes socials.